# Duewag

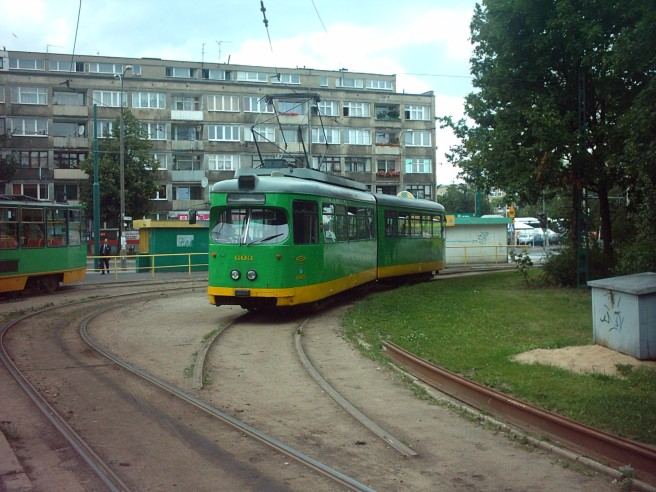
Główny produkt firmy – Düwag GT6 w Poznaniu

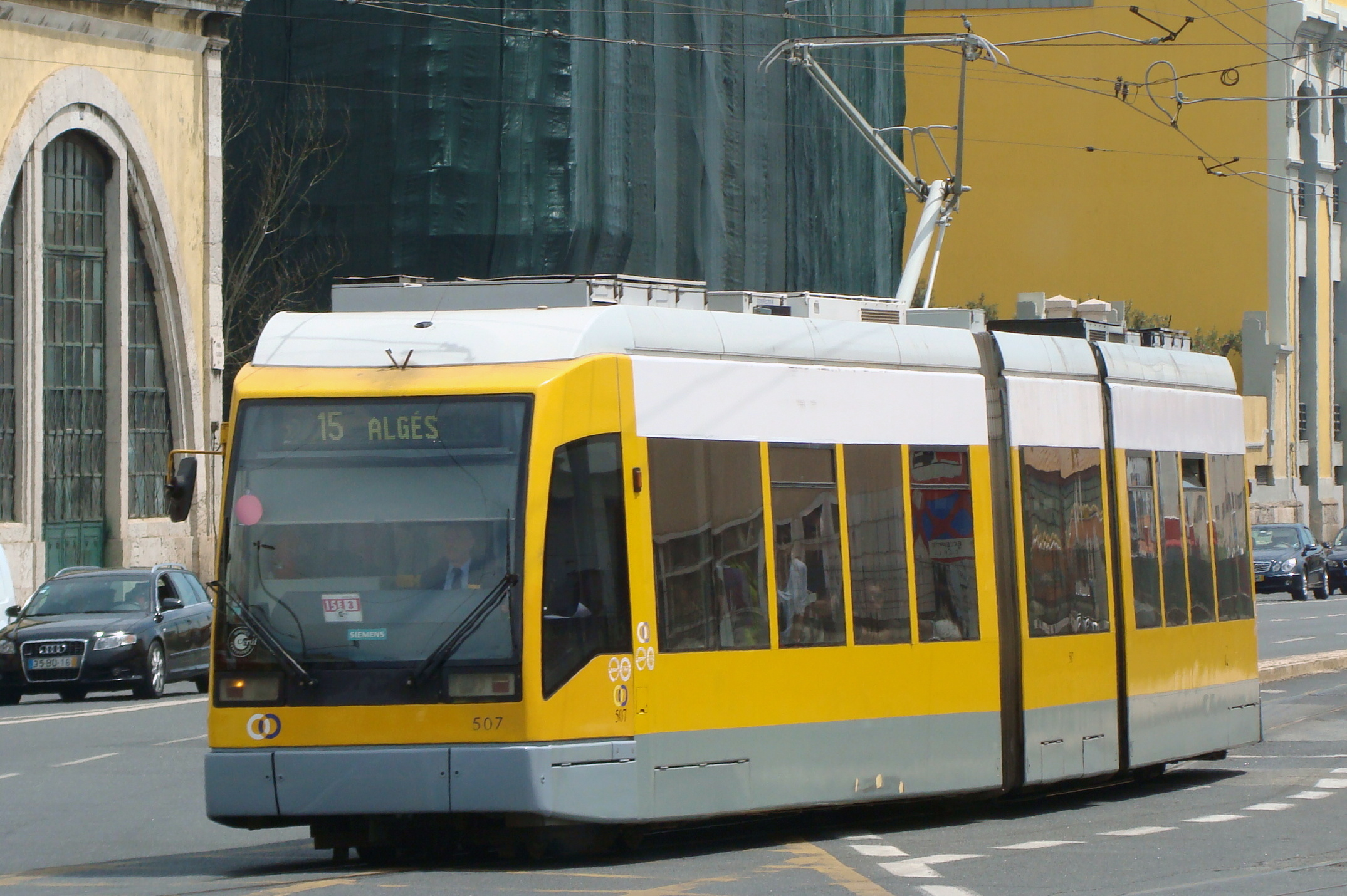
Niskopodłogowy tramwaj Siemens-Duewag dla Lizbony (1995)

Duewag (Düwag) – niemieckie przedsiębiorstwo produkujące pojazdy szynowe, przede wszystkim tramwaje.
Początki firmy sięgają 1898 roku, kiedy w Uerdingen założono fabrykę pojazdów szynowych Waggonfabrik Uerdingen AG. Po zakupieniu przez nią fabryki Düsseldorfer Waggonfabrik (skrót Düwag) w Düsseldorfie w 1935, w Uerdingen skoncentrowano się na produkcji pojazdów szynowych dla kolei, a w Düsseldorfie pojazdów dla transportu miejskiego, przede wszystkim tramwajów. Po II wojnie światowej fabryka w Düsseldorfie stała się jednym z głównych niemieckich producentów tramwajów, której wyroby były obecne w większości miast niemieckich.
W 1981 przedsiębiorstwo zmieniło nazwę z Düwag na Duewag AG. W 1989 r. Waggonfabrik Talbot, podmiot dominujący w akcjonariacie spółki, sprzedała przedsiębiorstwo Duewag koncernowi Siemens, który następnie w 1999 sprzedał je spółce-córce Siemens Duewag Schienenfahrzeuge GmbH w Krefeld.

## Modele
Seria T
- Düwag T4

Seria GT
- Düwag GT6
- Düwag GT8
  - Düwag GT8ZR
  - Düwag GT8S
- Düwag GT12

Seria M/N
- Düwag N6S
- Düwag N6C
- MAN/Düwag N8S
- Düwag N8C

Seria B
- Düwag B4
- Duewag B80
- Duewag B100